# Großer Preis von Abu Dhabi 2012
Der Große Preis von Abu Dhabi 2012 (offiziell 2012 Formula 1 Etihad Airways Abu Dhabi Grand Prix) fand am 4. November auf dem Yas Marina Circuit auf der Yas-Insel statt und war das 18. Rennen der Formel-1-Weltmeisterschaft 2012.

## Berichte

### Hintergrund
Nach dem Großen Preis von Indien führte Sebastian Vettel in der Fahrerwertung mit 13 Punkten vor Fernando Alonso und mit 67 Punkten vor Kimi Räikkönen. In der Konstrukteurswertung führte Red Bull-Renault mit 91 Punkten vor Ferrari und mit 101 Punkten vor McLaren-Mercedes.
Beim Großen Preis von Abu Dhabi stellte Pirelli den Fahrern die Reifenmischungen P Zero Medium (weiß) und P Zero Soft (gelb) sowie für Nässe Cinturato Intermediates (grün) und Cinturato Full-Wets (blau) zur Verfügung.
Mit Vettel (zweimal) und Lewis Hamilton (einmal) traten alle bisherigen Sieger zu diesem Grand Prix an.
Als Rennkommissare fungierten Radovan Novak (CZE), Lars Österlind (SWE), Khaled Bin Shaiban (ARE) und Derek Warwick (GBR).

### Training
Im ersten Training fuhr Hamilton die Bestzeit vor seinem Teamkollegen Jenson Button und Vettel. In diesem Training kam Max Chilton, der in dieser Session den Marussia von Charles Pic übernahm, erstmals bei einem Grand-Prix-Wochenende zum Einsatz. Darüber hinaus übernahm Jules Bianchi den Force India von Paul di Resta, Valtteri Bottas den Williams von Bruno Senna, Giedo van der Garde den Caterham von Witali Petrow und Qing Hua Ma den HRT von Narain Karthikeyan.
Im zweiten freien Training war Vettel Schnellster vor Hamilton und Button.
Im dritten freien Training fuhr Hamilton die Bestzeit vor Button und Vettel.

### Qualifying
Im ersten Abschnitt des Qualifyings fuhr Hamilton die schnellste Runde. Die HRT-, Marussia- und Caterham-Piloten sowie Jean-Éric Vergne schieden aus. Im zweiten Segment blieb Hamilton vorne. Die Force-India- und Sauber-Piloten sowie Daniel Ricciardo, Michael Schumacher und Senna schieden aus. Auch im dritten Teil behauptete Hamilton die Spitzenposition und sicherte sich die Pole-Position vor Webber und Vettel.
Vettel schaffte es nicht mehr zurück in den Parc fermé und stellte sein Fahrzeug auf Anweisung des Teams am Streckenrand ab. Zu diesem Zeitpunkt konnten nur noch 0,85 Liter Treibstoff aus dem Fahrzeug zur Untersuchung entnommen werden. Artikel 6.6.2 des Reglements schreibt jedoch vor, dass es ein Fahrzeug nach dem Training aus eigener Kraft zurück an die Box schaffen und es zudem möglich sein muss, noch mindestens ein Liter Treibstoff aus dem Tank zu entnehmen. Da dies bei Vettel nicht der Fall war, wurde er, wie bereits Hamilton im Qualifying zum Großen Preis von Spanien 2012, von den Rennkommissaren aus der Wertung des Qualifyings genommen. Ihm wurde jedoch erlaubt, vom 24. Startplatz zu starten. Red Bull entschied sich aufgrund des Ausschlusses aus der Wertung und dem letzten Startplatz dafür, Vettels Fahrzeug aus dem Parc fermé zurückzuziehen. Aus diesem Grund musste Vettel aus der Boxengasse starten. Seinem Team wurde nun allerdings erlaubt, sämtliche Fahrzeugeinstellungen zu verändern.

### Rennen

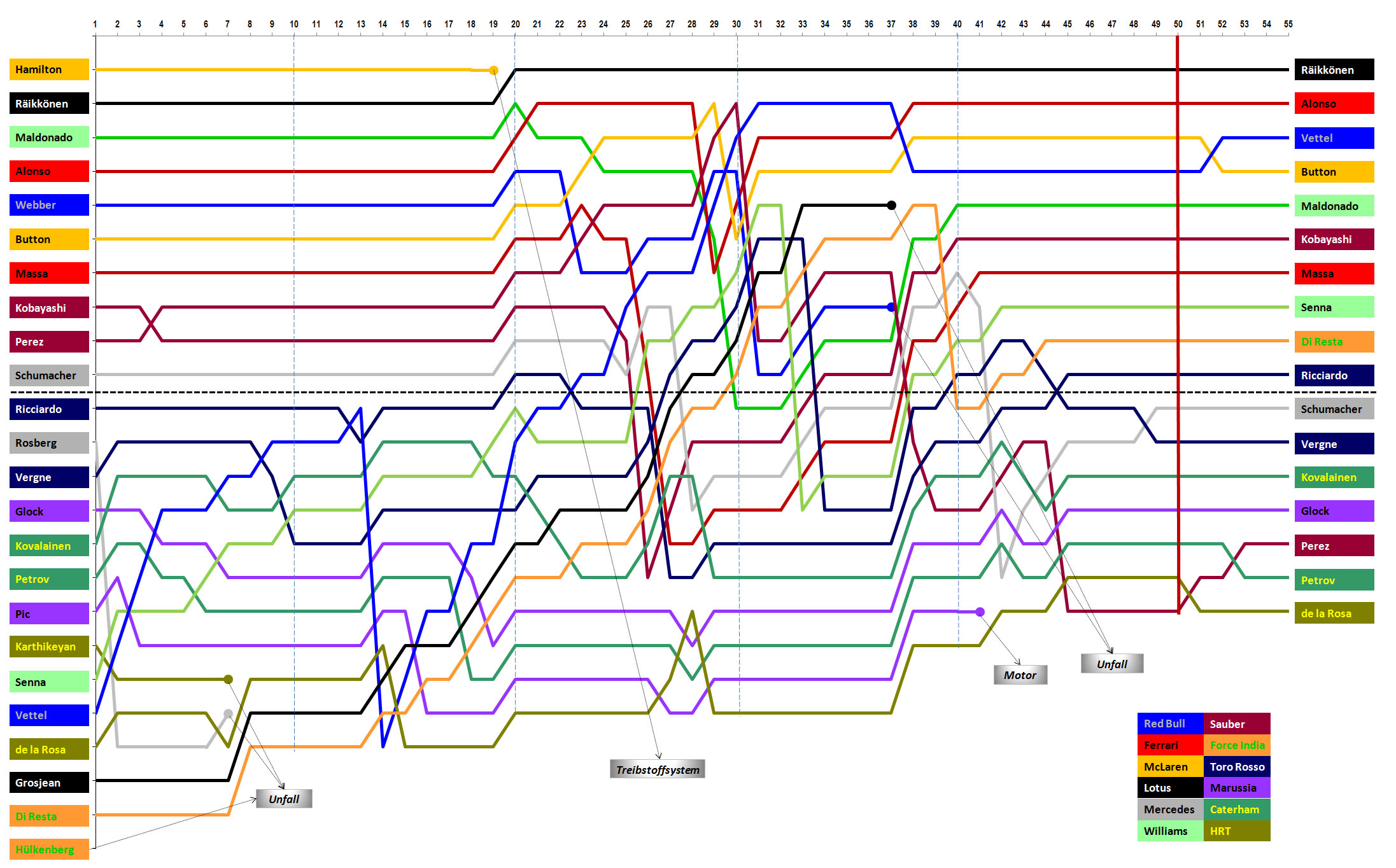
Rennverlauf

Kimi Räikkönen gewann das Rennen vor Alonso und Vettel. Es war Räikkönens erster Saisonsieg und der erste Sieg für das Lotus-Team unter der Regie von Genii Capital. Für Räikkönen war es der 19. Sieg seiner Formel-1-Karriere.
Bis zu seinem technisch bedingten Ausfall führte Hamilton das Rennen an. Dann übernahm Räikkönen die Führung und behielt diese bis zum Rennende. Vettel, der aus der Box gestartet war, zeigte einige Überholmanöver und profitierte von zwei Safety-Car-Phasen. Trotz eines Reparaturstopps wegen eines beschädigten Frontflügels fuhr er bis auf den dritten Platz vor.
Sowohl in der Fahrer- als auch in der Konstrukteurswertung blieben die ersten drei Positionen unverändert. Alonso konnte den Rückstand auf Vettel auf zehn Punkte verkürzen; die Fahrerweltmeisterschaft würde sich in den letzten zwei Rennen der Saison entscheiden.

## Meldeliste
| Team                          | Nr. | Fahrer              | Chassis           | Motor                | Reifen |
| ----------------------------- | --- | ------------------- | ----------------- | -------------------- | ------ |
| Red Bull Racing               | 01  | Sebastian Vettel    | Red Bull RB8      | Renault 2.4 V8       | P      |
| Red Bull Racing               | 02  | Mark Webber         | Red Bull RB8      | Renault 2.4 V8       | P      |
| Vodafone McLaren Mercedes     | 03  | Jenson Button       | McLaren MP4-27    | Mercedes-Benz 2.4 V8 | P      |
| Vodafone McLaren Mercedes     | 04  | Lewis Hamilton      | McLaren MP4-27    | Mercedes-Benz 2.4 V8 | P      |
| Scuderia Ferrari              | 05  | Fernando Alonso     | Ferrari F2012     | Ferrari 2.4 V8       | P      |
| Scuderia Ferrari              | 06  | Felipe Massa        | Ferrari F2012     | Ferrari 2.4 V8       | P      |
| Mercedes AMG Petronas F1 Team | 07  | Michael Schumacher  | Mercedes F1 W03   | Mercedes-Benz 2.4 V8 | P      |
| Mercedes AMG Petronas F1 Team | 08  | Nico Rosberg        | Mercedes F1 W03   | Mercedes-Benz 2.4 V8 | P      |
| Lotus F1 Team                 | 09  | Kimi Räikkönen      | Lotus E20         | Renault 2.4 V8       | P      |
| Lotus F1 Team                 | 10  | Romain Grosjean     | Lotus E20         | Renault 2.4 V8       | P      |
| Sahara Force India F1 Team    | 11  | Jules Bianchi       | Force India VJM05 | Mercedes-Benz 2.4 V8 | P      |
| Sahara Force India F1 Team    | 11  | Paul di Resta       | Force India VJM05 | Mercedes-Benz 2.4 V8 | P      |
| Sahara Force India F1 Team    | 12  | Nico Hülkenberg     | Force India VJM05 | Mercedes-Benz 2.4 V8 | P      |
| Sauber F1 Team                | 14  | Kamui Kobayashi     | Sauber C31        | Ferrari 2.4 V8       | P      |
| Sauber F1 Team                | 15  | Sergio Pérez        | Sauber C31        | Ferrari 2.4 V8       | P      |
| Scuderia Toro Rosso           | 16  | Daniel Ricciardo    | Toro Rosso STR7   | Ferrari 2.4 V8       | P      |
| Scuderia Toro Rosso           | 17  | Jean-Éric Vergne    | Toro Rosso STR7   | Ferrari 2.4 V8       | P      |
| Williams F1 Team              | 18  | Pastor Maldonado    | Williams FW34     | Renault 2.4 V8       | P      |
| Williams F1 Team              | 19  | Valtteri Bottas     | Williams FW34     | Renault 2.4 V8       | P      |
| Williams F1 Team              | 19  | Bruno Senna         | Williams FW34     | Renault 2.4 V8       | P      |
| Caterham F1 Team              | 20  | Heikki Kovalainen   | Caterham CT01     | Renault 2.4 V8       | P      |
| Caterham F1 Team              | 21  | Giedo van der Garde | Caterham CT01     | Renault 2.4 V8       | P      |
| Caterham F1 Team              | 21  | Witali Petrow       | Caterham CT01     | Renault 2.4 V8       | P      |
| HRT F1 Team                   | 22  | Pedro de la Rosa    | HRT F112          | Cosworth 2.4 V8      | P      |
| HRT F1 Team                   | 23  | Qing Hua Ma         | HRT F112          | Cosworth 2.4 V8      | P      |
| HRT F1 Team                   | 23  | Narain Karthikeyan  | HRT F112          | Cosworth 2.4 V8      | P      |
| Marussia F1 Team              | 24  | Timo Glock          | Marussia MR01     | Cosworth 2.4 V8      | P      |
| Marussia F1 Team              | 25  | Max Chilton         | Marussia MR01     | Cosworth 2.4 V8      | P      |
| Marussia F1 Team              | 25  | Charles Pic         | Marussia MR01     | Cosworth 2.4 V8      | P      |

Anmerkungen
1. 1 2  Bianchi fuhr den Force India mit der Nummer 11 im ersten freien Training. Di Resta übernahm das Fahrzeug anschließend für das restliche Rennwochenende.
2. 1 2  Bottas fuhr den Williams mit der Nummer 19 im ersten freien Training. Senna übernahm das Fahrzeug anschließend für das restliche Rennwochenende.
3. 1 2  Van der Garde fuhr den Caterham mit der Nummer 21 im ersten freien Training. Petrow übernahm das Fahrzeug anschließend für das restliche Rennwochenende.
4. 1 2  Ma fuhr den HRT mit der Nummer 23 im ersten freien Training. Karthikeyan übernahm das Fahrzeug anschließend für das restliche Rennwochenende.
5. 1 2  Chilton fuhr den Marussia mit der Nummer 25 im ersten freien Training. Pic übernahm das Fahrzeug anschließend für das restliche Rennwochenende.

## Klassifikationen

### Qualifying
| Pos.                                                                      | Fahrer             | Konstrukteur         | Q1       | Q2       | Q3       | Start |
| ------------------------------------------------------------------------- | ------------------ | -------------------- | -------- | -------- | -------- | ----- |
| 01                                                                        | Lewis Hamilton     | McLaren-Mercedes     | 1:41,497 | 1:40,901 | 1:40,630 | 01    |
| 02                                                                        | Mark Webber        | Red Bull-Renault     | 1:41,933 | 1:41,277 | 1:40,978 | 02    |
| 03                                                                        | Pastor Maldonado   | Williams-Renault     | 1:41,981 | 1:41,907 | 1:41,226 | 03    |
| 04                                                                        | Kimi Räikkönen     | Lotus-Renault        | 1:42,222 | 1:41,532 | 1:41,260 | 04    |
| 05                                                                        | Jenson Button      | McLaren-Mercedes     | 1:42,342 | 1:41,873 | 1:41,290 | 05    |
| 06                                                                        | Fernando Alonso    | Ferrari              | 1:41,939 | 1:41,514 | 1:41,582 | 06    |
| 07                                                                        | Nico Rosberg       | Mercedes             | 1:41,926 | 1:41,698 | 1:41,603 | 07    |
| 08                                                                        | Felipe Massa       | Ferrari              | 1:41,974 | 1:41,846 | 1:41,723 | 08    |
| 09                                                                        | Romain Grosjean    | Lotus-Renault        | 1:42,046 | 1:41,620 | 1:41,778 | 09    |
| 10                                                                        | Nico Hülkenberg    | Force India-Mercedes | 1:42,579 | 1:42,019 | –        | 10    |
| 11                                                                        | Sergio Pérez       | Sauber-Ferrari       | 1:42,624 | 1:42,084 | –        | 11    |
| 12                                                                        | Paul di Resta      | Force India-Mercedes | 1:42,572 | 1:42,218 | –        | 12    |
| 13                                                                        | Michael Schumacher | Mercedes             | 1:42,735 | 1:42,289 | –        | 13    |
| 14                                                                        | Bruno Senna        | Williams-Renault     | 1:43,298 | 1:42,330 | –        | 14    |
| 15                                                                        | Kamui Kobayashi    | Sauber-Ferrari       | 1:43,582 | 1:42,606 | –        | 15    |
| 16                                                                        | Daniel Ricciardo   | Toro Rosso-Ferrari   | 1:43,280 | 1:42,765 | –        | 16    |
| 17                                                                        | Jean-Éric Vergne   | Toro Rosso-Ferrari   | 1:44,058 | –        | –        | 17    |
| 18                                                                        | Heikki Kovalainen  | Caterham-Renault     | 1:44,956 | –        | –        | 18    |
| 19                                                                        | Charles Pic        | Marussia-Cosworth    | 1:45,089 | –        | –        | 19    |
| 20                                                                        | Witali Petrow      | Caterham-Renault     | 1:45,151 | –        | –        | 20    |
| 21                                                                        | Timo Glock         | Marussia-Cosworth    | 1:45,426 | –        | –        | 21    |
| 22                                                                        | Pedro de la Rosa   | HRT-Cosworth         | 1:45,766 | –        | –        | 22    |
| 23                                                                        | Narain Karthikeyan | HRT-Cosworth         | 1:46,382 | –        | –        | 23    |
| 107-Prozent-Zeit: 1:48,601 min (bezogen auf Q1-Bestzeit von 1:41,497 min) |                    |                      |          |          |          |       |
| DSQ                                                                       | Sebastian Vettel   | Red Bull-Renault     | 1:42,160 | 1:41,511 | 1:41,073 | Box   |

Anmerkungen
1. ↑  Vettel wurde aufgrund eines Verstoßes gegen Artikel 6.6.2 des technischen Reglements (zu wenig Sprit) aus der Wertung genommen.

1. 1 2 3 4 5 6 7 8 9 10 11 12 13 14 15 16 17 18 19 20  Rennwagen mit KERS

### Rennen
| Pos. | Fahrer             | Konstrukteur         | Runden | Stopps | Zeit        | Start | Schnellste Runde |
| ---- | ------------------ | -------------------- | ------ | ------ | ----------- | ----- | ---------------- |
| 01   | Kimi Räikkönen     | Lotus-Renault        | 55     | 1      | 1:48:58,667 | 04    | 1:44,458 (50.)   |
| 02   | Fernando Alonso    | Ferrari              | 55     | 1      | + 0,852     | 06    | 1:44,090 (53.)   |
| 03   | Sebastian Vettel   | Red Bull-Renault     | 55     | 2      | + 4,163     | Box   | 1:43,964 (54.)   |
| 04   | Jenson Button      | McLaren-Mercedes     | 55     | 1      | + 7,787     | 05    | 1:44,533 (50.)   |
| 05   | Pastor Maldonado   | Williams-Renault     | 55     | 1      | + 13,007    | 03    | 1:44,833 (55.)   |
| 06   | Kamui Kobayashi    | Sauber-Ferrari       | 55     | 1      | + 20,076    | 15    | 1:45,423 (55.)   |
| 07   | Felipe Massa       | Ferrari              | 55     | 1      | + 22,896    | 08    | 1:45,700 (53.)   |
| 08   | Bruno Senna        | Williams-Renault     | 55     | 1      | + 23,542    | 14    | 1:45,693 (49.)   |
| 09   | Paul di Resta      | Force India-Mercedes | 55     | 3      | + 24,160    | 12    | 1:45,617 (53.)   |
| 10   | Daniel Ricciardo   | Toro Rosso-Ferrari   | 55     | 2      | + 27,463    | 16    | 1:45,903 (53.)   |
| 11   | Michael Schumacher | Mercedes             | 55     | 2      | + 28,075    | 13    | 1:45,225 (51.)   |
| 12   | Jean-Éric Vergne   | Toro Rosso-Ferrari   | 55     | 2      | + 34,906    | 17    | 1:46,113 (53.)   |
| 13   | Heikki Kovalainen  | Caterham-Renault     | 55     | 1      | + 47,764    | 18    | 1:47,115 (51.)   |
| 14   | Timo Glock         | Marussia-Cosworth    | 55     | 1      | + 56,473    | 21    | 1:47,661 (54.)   |
| 15   | Sergio Pérez       | Sauber-Ferrari       | 55     | 3      | + 56,768    | 11    | 1:45,410 (54.)   |
| 16   | Witali Petrow      | Caterham-Renault     | 55     | 1      | + 1:04,595  | 20    | 1:48,308 (50.)   |
| 17   | Pedro de la Rosa   | HRT-Cosworth         | 55     | 1      | + 1:11,778  | 22    | 1:48,619 (47.)   |
| –    | Charles Pic        | Marussia-Cosworth    | 41     | 1      | DNF         | 19    | 1:49,079 (33.)   |
| –    | Romain Grosjean    | Lotus-Renault        | 37     | 1      | DNF         | 09    | 1:47,521 (36.)   |
| –    | Mark Webber        | Red Bull-Renault     | 37     | 1      | DNF         | 02    | 1:46,959 (32.)   |
| –    | Lewis Hamilton     | McLaren-Mercedes     | 19     | 0      | DNF         | 01    | 1:47,226 (19.)   |
| –    | Narain Karthikeyan | HRT-Cosworth         | 7      | 0      | DNF         | 23    | 1:52,238 (06.)   |
| –    | Nico Rosberg       | Mercedes             | 7      | 1      | DNF         | 07    | 1:49,340 (04.)   |
| –    | Nico Hülkenberg    | Force India-Mercedes | 0      | 0      | DNF         | 10    | –                |

Anmerkungen
1. 1 2 3 4 5 6 7 8 9 10 11 12 13 14 15 16 17 18 19 20  Rennwagen mit KERS

## WM-Stände nach dem Rennen
Die ersten zehn des Rennens bekamen 25, 18, 15, 12, 10, 8, 6, 4, 2 bzw. 1 Punkt(e).

### Fahrerwertung
| Pos. | Fahrer           | Konstrukteur         | Punkte |
| ---- | ---------------- | -------------------- | ------ |
| 01   | Sebastian Vettel | Red Bull-Renault     | 255    |
| 02   | Fernando Alonso  | Ferrari              | 245    |
| 03   | Kimi Räikkönen   | Lotus-Renault        | 198    |
| 04   | Mark Webber      | Red Bull-Renault     | 167    |
| 05   | Lewis Hamilton   | McLaren-Mercedes     | 165    |
| 06   | Jenson Button    | McLaren-Mercedes     | 153    |
| 07   | Felipe Massa     | Ferrari              | 95     |
| 08   | Nico Rosberg     | Mercedes             | 93     |
| 09   | Romain Grosjean  | Lotus-Renault        | 90     |
| 10   | Sergio Pérez     | Sauber-Ferrari       | 66     |
| 11   | Kamui Kobayashi  | Sauber-Ferrari       | 58     |
| 12   | Nico Hülkenberg  | Force India-Mercedes | 49     |
| 13   | Paul di Resta    | Force India-Mercedes | 46     |

| Pos. | Fahrer             | Konstrukteur       | Punkte |
| ---- | ------------------ | ------------------ | ------ |
| 14   | Pastor Maldonado   | Williams-Renault   | 43     |
| 15   | Michael Schumacher | Mercedes           | 43     |
| 16   | Bruno Senna        | Williams-Renault   | 30     |
| 17   | Jean-Éric Vergne   | Toro Rosso-Ferrari | 12     |
| 18   | Daniel Ricciardo   | Toro Rosso-Ferrari | 10     |
| 19   | Timo Glock         | Marussia-Cosworth  | 0      |
| 20   | Heikki Kovalainen  | Caterham-Renault   | 0      |
| 21   | Witali Petrow      | Caterham-Renault   | 0      |
| 22   | Jérôme D’Ambrosio  | Lotus-Renault      | 0      |
| 23   | Charles Pic        | Marussia-Cosworth  | 0      |
| 24   | Narain Karthikeyan | HRT-Cosworth       | 0      |
| 25   | Pedro de la Rosa   | HRT-Cosworth       | 0      |

### Konstrukteurswertung
| Pos. | Konstrukteur     | Punkte |
| ---- | ---------------- | ------ |
| 01   | Red Bull-Renault | 422    |
| 02   | Ferrari          | 340    |
| 03   | McLaren-Mercedes | 318    |
| 04   | Lotus-Renault    | 288    |
| 05   | Mercedes         | 136    |
| 06   | Sauber-Ferrari   | 124    |

| Pos. | Konstrukteur         | Punkte |
| ---- | -------------------- | ------ |
| 07   | Force India-Mercedes | 95     |
| 08   | Williams-Renault     | 73     |
| 09   | Toro Rosso-Ferrari   | 22     |
| 10   | Marussia-Cosworth    | 0      |
| 11   | Caterham-Renault     | 0      |
| 12   | HRT-Cosworth         | 0      |